# Reprezentacja Zjednoczonych Emiratów Arabskich w rugby union mężczyzn
Reprezentacja Zjednoczonych Emiratów Arabskich w rugby union mężczyzn – zespół rugby union, biorący udział w imieniu Zjednoczonych Emiratów Arabskich w meczach i sportowych imprezach międzynarodowych, powoływany przez selekcjonera, w którym mogą występować zawodnicy posiadający obywatelstwo tego kraju, mieszkający w nim, bądź kwalifikujący się ze względu na pochodzenie rodziców lub dziadków. Za jego funkcjonowanie odpowiedzialny jest United Arab Emirates Rugby Federation, członek Asia Rugby. Obecnie nie jest uwzględniana w rankingach IRB, będąc w trakcie uzyskiwania pełnego członkostwa w tej organizacji.
Reprezentacja oficjalnie powstała w roku 2011, wcześniej zawodnicy z tego kraju występowali w ramach reprezentacji Zatoki Perskiej, rozwiązanej decyzją IRB z końcem roku 2010. Jej trzon stanowią gracze, którzy kwalifikują się do gry poprzez zamieszkiwanie w tym kraju ze względów zawodowych, jest więc de facto drużyną amatorską, co prowadzi do częstych roszad składu.
Drużyna trenowana przez Bruce'a Birtwistle'a zagrała cztery mecze w Asian Five Nations 2011 zajmując tam miejsce reprezentacji Zatoki Perskiej, debiut na arenie międzynarodowej zaliczając 23 kwietnia 2011 roku. W turnieju tym zanotowała remis, zwycięstwo i dwie porażki, co pozwoliło na utrzymanie się na najwyższym szczeblu tych rozgrywek.
Jako że mecze w ramach Asian Five Nations są jedynymi oficjalnymi startami reprezentacji, w celu podniesienia jakości jej gry władze związku rozpoczęły w sierpniu 2011 negocjacje z trzema innymi rozwijającymi się pod względem rugby związkami w sprawie rozgrywania turnieju. Po uzyskaniu aprobaty IRB ogłoszono, że taki turniej odbędzie się w grudniu 2011 w Dubaju z udziałem drużyn gospodarzy, Brazylii, Kenii oraz Hongkongu. Gospodarze pod wodzą tymczasowego trenera, Wayne'a Marstersa, przegrali wszystkie trzy spotkania, w każdym z nich tracąc przynajmniej 50 punktów, wprowadzając jednak miejscowych zawodników do zdominowanego przez obcokrajowców składu.
Pierwszym celem Duncana Halla, który pod koniec stycznia 2012 r. związał się z UAERA trzyletnim kontraktem, było utrzymanie się w Top5 podczas Asian Five Nations 2012. W tym celu w ramach przygotowań reprezentacja rozegrała w kwietniu dwa spotkania – testmecz z Tunezją i towarzyskie spotkanie z Gulf Barbarians. Zwycięstwo nad Kazachstanem zagwarantowało zespołowi udział w Asian Five Nations 2013, jednak według oficjeli dysproporcje w grze pomiędzy reprezentacją kraju a czołowymi drużynami turnieju pogłębiły się. Po meczu z Koreą Południową z występów w kadrze zrezygnował kapitan drużyny, Alistair Thompson. Podobnie jak rok wcześniej, grudniowy Emirates Airline Cup of Nations zakończył się trzema wysokimi porażkami z Belgią, Hongkongiem i Zimbabwe.
W ramach przygotowań do Asian Five Nations 2013 reprezentacja rozegrała dwa sparringowe spotkania – z Cyprem i Gulf Barbarians. Jednak nieudany turniej, zakończony zerowym dorobkiem punktowym, oznaczał spadek zespołu do Dywizji 1 turnieju w 2014 roku, co według działaczy może jednak wpłynąć pozytywnie na jakość gry tego amatorskiego zespołu. W połowie czerwca Duncan Hall złożył rezygnację z powodów rodzinnych, a na jego miejsce został mianowany Fidżyjczyk Epeli Lagiloa, co wiązane było z umową, jaką związki rugby obu krajów podpisały w czerwcu tego roku. Zrezygnował on po czterech miesiącach, oficjalnie ze względów rodzinnych, rolę tę objął wówczas pochodzący z RPA Roelof Kotze. W roku 2014 zespół rozegrał tylko jeden testmecz, bowiem cztery zespoły uczestniczące w zawodach Dywizji 1 podzielone zostały na dwie pary walczące o utrzymanie się na tym poziomie rozgrywek. W meczu z najniżej rozstawionym Singapurem reprezentacja ZEA dość nieoczekiwanie przegrała 13–30 i została relegowana do Dywizji 2.
Przed kampanią w 2015 reprezentacja zapewniła sobie pomoc ze strony zdobywcy Pucharu Świata 2003, Steve'a Thompsona, a rozpoczęła ją zwycięstwem nad Tajlandią – pierwszym od trzech lat i jednocześnie pierwszym wyjazdowym. W drugim meczu uległa jednak jednym punktem Malezji i ostatecznie zajęła drugą lokatę pokonując Chińskie Tajpej. Na początku października tego roku z funkcji zrezygnował powracający do ojczyzny Kotze, a objął ją Apollo Perelini, od maja będący już asystentem odpowiedzialnym za formację młyna. Nowy selekcjoner do walki w Asian Rugby Championship 2016 przystępował pewny siły swojego zespołu mając do dyspozycji najlepszych zawodników w kraju. Prowadzona przez niego kadra w obu spotkaniach – z Uzbekistanem i Tajlandią – wysoko zwyciężyła zyskując tym samym awans do Dywizji 1 oraz utrzymanie w kwalifikacjach do Pucharu Świata 2019.

## Trenerzy
| Trener           | Lata            | Mecze | Bilans Z-R-P |
| ---------------- | --------------- | ----- | ------------ |
| Bruce Birtwistle | 01.2011–05.2011 | 4     | 1–1–2        |
| Wayne Marsters   | 10.2011–12.2011 | 3     | 0–0–3        |
| Duncan Hall      | 01.2012–06.2013 | 12    | 1–0–11       |
| Epeli Lagiloa    | 07.2013–11.2013 | –     | –            |
| Roelof Kotze     | 02.2014–10.2015 | 4     | 2–0–2        |
| Apollo Perelini  | 10.2015–        | 2     | 2–0–0        |

## Kapitanowie
- Mike Cox-Hill[6] – 2011
- Renier Els[59][60][61] – 2011, 2012, 2013
- Dan Heal[62] – 2011
- Alistair Thompson[63][64] – 2012
- Tim Fletcher[65] – 2012 (towarzyski)
- Brett Williams[66][67] – 2013
- Adam Telford[68][69] – 2014, 2015
- Niall Statham[70] – 2016

## Turnieje

### Udział wAsian Five Nations/Asian Rugby Championship
| Rok  | Klasa rozgrywek   | Wynik  | Źródło |
| ---- | ----------------- | ------ | ------ |
| 2008 | Nie brała udziału | –      |        |
| 2009 | Nie brała udziału | –      |        |
| 2010 | Nie brała udziału | –      |        |
| 2011 | Top 5             | 3.     |        |
| 2012 | Top 5             | 4.     |        |
| 2013 | Top 5             | 5.     |        |
| 2014 | Dywizja 1         | spadek |        |
| 2015 | Dywizja 2         | 2.     |        |
| 2016 | Dywizja 2         | 1.     |        |

### Udział wPucharze Świata
| Rok  | Kwalifikacje            | Wynik |
| ---- | ----------------------- | ----- |
| 1987 | Nie brała udziału       | -     |
| 1991 | Nie brała udziału       | -     |
| 1995 | Nie brała udziału       | -     |
| 1999 | Nie brała udziału       | -     |
| 2003 | Nie brała udziału       | -     |
| 2007 | Nie brała udziału       | -     |
| 2011 | Nie brała udziału       | -     |
| 2015 | Nie zakwalifikowała się | -     |
| 2019 |                         |       |